# Paddington, New South Wales
Paddington är en stadsdel i Sydney i Australien. Den är belägen i kommunen Woollahra och delstaten New South Wales, i den sydöstra delen av landet, nära centrala Sydney. Antalet invånare är 11 661.